# Producte sistèmic
Un producte sistèmic, en referència a productes químics (insecticida, fungicida, herbicida, etc.), és aquell que penetra dins la planta o animal en el qual s'aplica i s'estén per tot el cos.
Els primers productes emprats en protecció d'animals i plantes no eran d'acció sistèmica sinó de contacte o ingestió, per la qual cosa s'havia de ruixar completament l'objecte a protegir per assegurar-ne l'eficàcia, i en el cas d'herbicides no mataven les arrels o rizomes i la mala herba podia rebrotar. Els productes sistèmics en plantes viatgen a través dels vasos conductors i arriben a les arrels i a les parts aèries. S'ha de tenir molt en compte la toxicitat del producte i els residus que puguin arribar al consumidor, és a dir que s'ha de respectar escrupolosament el termini de seguretat establert des de l'aplicació del producte. En animals protegits d'insectes paràsits, el producte sistèmic sol ser una píndola que viatja a través del sistema digestiu o una substància ruixada que penetra per la pell.